# Ілкка Ханскі
Ілкка Ауліс Ханскі (фін. Ilkka Aulis Hanski; 14 лютого 1953 — 10 травня 2016) — фінський еколог і зоолог, професор Гельсінського університету, найбільше відомий створенням проривної концепції динаміки метапопуляцій у фрагментованому ландшафті. Член Лондонського Королівського Товариства, Шведської королівської академії наук, Національної академії наук США та Німецької національної академії наук. Популяризатор знань про охорону природи, автор науково-популярної книги «Світ, що зменшується: екологічні наслідки втрати оселищ» (англ. The Shrinking World: Ecological Consequences of Habitat Loss, 2005), перекладеної кількома мовами.

## Кар'єра
Ілкка Ханскі здобув ступінь бакалавра та ліценціата в Університеті Гельсінкі в 1976 році та ступінь доктора Оксфордського університету в 1979 році. Ханскі був аспірантом в Оксфорді з 1976 по 1979 рік. Він був призначений доцентом в Університеті Гельсінкі в 1981 році та в Університеті Йоенсуу в 1983 році. Він працював в Академії Фінляндії з 1978 по 1988 рік, а також з 1991 по 1992 рік. Він працював виконував обов'язки професора зоології в Університеті Гельсінкі з 1988 по 1991 рік, і був призначений (повноцінним) професором зоології в 1993 році. Ханскі працював професором Академії Фінляндії з 1996 року до своєї смерті. У 2000 році він був обраний іноземним членом Королівської шведської академії наук.
Дослідницький центр метапопуляцій, який очолював Ханскі, до самої його смерті був визначений Академією Фінляндії Центром передового досвіду. Група вивчає види, що живуть у фрагментованих ландшафтах, та намагається вдосконалити дослідження екології метапопуляцій. Сама екологія метапопуляцій вивчає популяції рослин і тварин, які розділені в просторі окупованими ділянками.
Основні питання вивчення біології метапопуляцій Ханскі мають кілька практичних застосувань. Наприклад, розуміння біорізноманіття та мінливості популяції є важливим для практичної роботи в галузі  біології збереження та регіонального планування. Математичні моделі, розроблені групою Ханскі, можуть бути використані для побудови та сприяння співіснуванню людини та природи, наприклад, у міських умовах, де планування зелених насаджень набуває важливого значення.
Дослідження метелика рябця рудого на Аландських островах є добре відомою класичною моделлю системи. Наукова література, написана Ханскі, величезна; база даних ISI Web of Knowledge свідчить про те, що він є автором або співавтором понад 200 наукових статей та редактором кількох книг. Станом на травень 2010 року він — сьомий еколог із найбільшим цитуванням у світі.
Ханскі помер від тривалої хвороби 10 травня 2016 року у Гельсінкі у 63-річному віці.

## Діяльність
Ханскі також був активним прихильником збереження природи та біорізноманіття, беручи участь у публічних дебатах. Його центральною точкою зору було те, що відповідальність екологів не обмежується опрацюванням наукової інформації, а передбачає особисту участь у процесах із використанням отриманої інформації.

## Нагороди та визнання
У 2000 році він був удостоєний премії Бальзана за внесок у екологічні науки. Він був обраний іноземним членом Королівського товариства (ForMemRS) у 2005 році, другим фінським ученим, який коли-небудь отримав цю нагороду. У квітні 2006 року він — почесний член Національної академії наук США. Він був удостоєний премії Crafoord у галузі біологічних наук 2011 року «за його новаторські дослідження щодо того, як просторові зміни впливають на динаміку популяцій тварин і рослин».
У 2010 році у Норвезькому університеті науки і техніки (NTNU) він отримав почесний докторський ступінь.
У 2016 році Ханскі був нагороджений премією Фонду BBVA Фонду «Межі знань» в галузі екології та природоохоронної біології за відкриття галузі екології, яка пояснює, як види виживають у фрагментованих місцях існування, і дозволяє кількісно визначити пороги вимирання. У вересні 2015 року він отримав почесне звання академіка наук від Академії Фінляндії.